# Emine Erdoğan
Emine Erdoğan (nacida Emine Gülbaran; Üsküdar, 16 de febrero de 1955) es la esposa de Presidente de Turquía Recep Tayyip Erdoğan y la primera dama de Turquía.

## Biografía
Emine Erdoğan nació en Üsküdar, Estambul. Es de ascendencia árabe, su familia proviene de la provincia suroriental de Siirt y la hija menor de una familia de cinco hijos. Atienda Mithat Paşun Akşsoy Escuela de Arte, pero dejado antes de que graduación.
Erdoğan se unió a la "Asociación Idealista de la Mujer". Durante estas actividades conoció a Recep Tayyip Erdoğun en una conferencia. Recep Tayyip Erdoğan y Emine Gülbaran se casaron el 4 de febrero de 1978. La pareja tiene cuatro hijos: Ahmet Burak Erdoğan, Mohamed, que se casó con el ingeniero industrial de defensa Selçuk Bayraktar en mayo de 2016, Necmettin Bilal, y Esra.

## Vida política

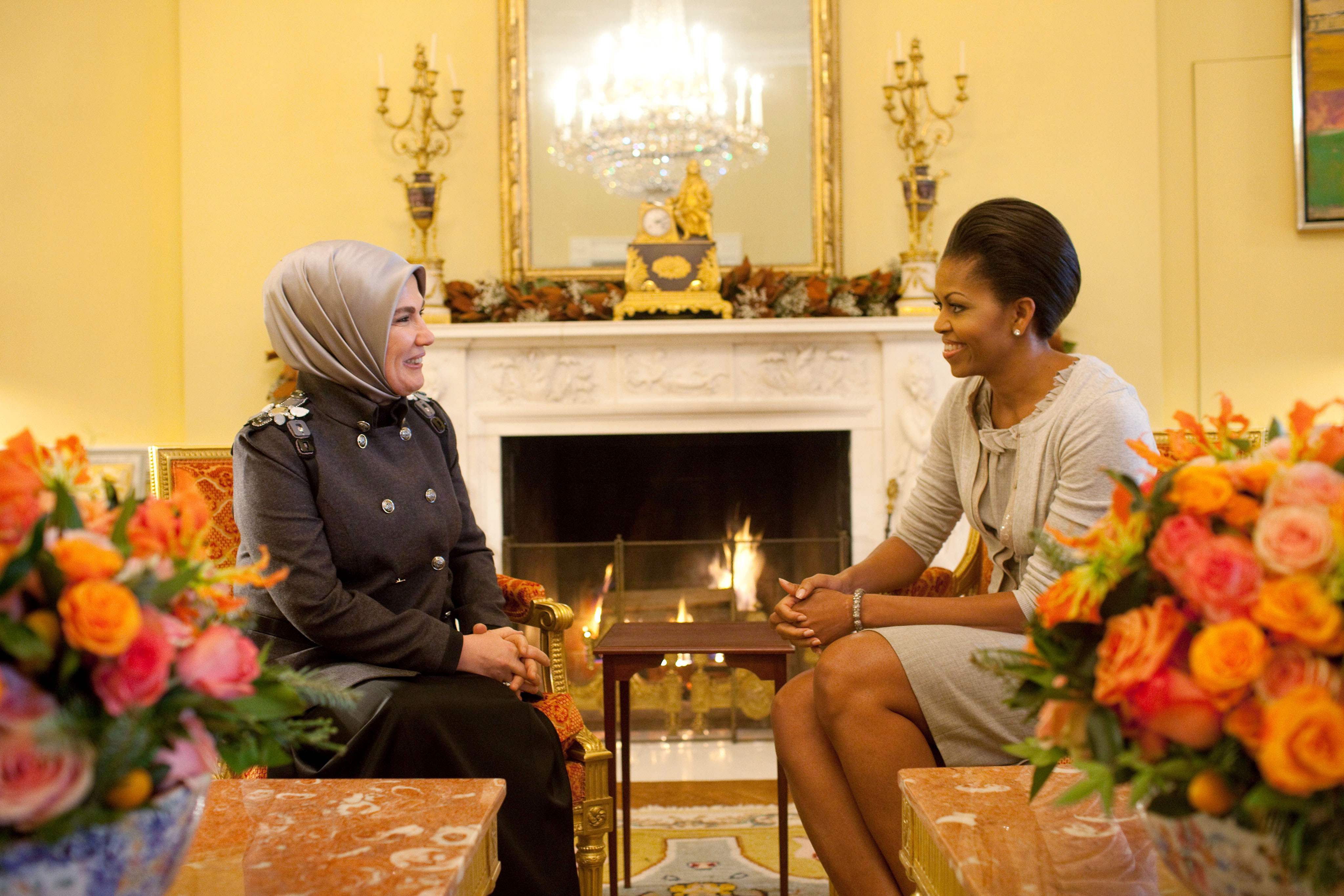
Emine Erdoğan con Michelle Obama en la Casa Blanca, 8 de diciembre de 2009.

El 7 de diciembre de 2010, el primer ministro Yousaf Raza Gillani concedió el Nishan-e-Pakistan a Emine Erdoğan, en reconocimiento de sus esfuerzos personales para la inundación ocurrida en Pakistán. En octubre de 2010, Erdoğan visitó Pakistán y los afectados por las inundaciones y contribuyó significativamente en la campaña para ayudar a las víctimas de inundación del país.
El 16 de febrero de 2011, Emine Erdoğan estuvo presente en el "Prix de la Fondation" por el Foro de Crans Montana en una ceremonia en Bruselas.
La primera dama Erdoğan ha jugado un papel activo en la oposición a los matrimonios infantiles, indicando claramente que "el matrimonio infantil forzado es claramente inaceptable bajo cualquier condición".